# Амбулаторный переулок
Амбулато́рный переу́лок (название утверждено 17 декабря 1925 года, прежнее название — Безобра́зовский переу́лок, до 1 января 1922 года — Пу́шкинский переу́лок или прое́зд) — переулок в Северном административном округе города Москвы на территории района Аэропорт. Расположен между Часовой улицей и 3-м Балтийским переулком.

## История
Название Безобразовский связано с фамилией одного из домовладельцев. Амбулаторным переулок был назван в 1925 году по находившейся здесь амбулатории села Всехсвятского (по адресу 1-я улица Усиевича, дом 42/2, впоследствии — Ленинградское шоссе, дом 154, с 1957 года — Ленинградский проспект, 67). Амбулатория и двухэтажный деревянный жилой дом, в котором она находилась, до 1930 года принадлежали доктору Миронову.
Впоследствии начальный участок, от Ленинградского проспекта, был застроен при расширении территории завода «Изолятор». В 1976 году часть переулка между улицей Усиевича и Часовой улицей переименована в улицу Самеда Вургуна.

## Здания и сооружения
Зданий по переулку не числится. Он огибает территорию Российской открытой академии транспорта (ныне подразделение Российского университета транспорта, Часовая улица, 22/2). С другой стороны переулка — консультативно-диагностический центр Центральной клинической больницы «РЖД-Медицина» (ранее ЦКБ № 3 МПС, Часовая улица, 20) и жилые дома.

## Транспорт
- Станции метро:
  - «Сокол»
  - «Аэропорт»
- Остановочный пункт МЦД-2 «Красный Балтиец».